# Anatolia (martire)
Anatolia (Roma, ... – Tora, 10 luglio 251) fu una martire cristiana ed è venerata come santa dalla Chiesa cattolica.

## Agiografia
Secondo la tradizione raccontata dalla Passio ss. Anatoliae et Audacis et s. Victoriae, risalente tra il VI e il VII secolo, Anatolia e Vittoria erano due giovani fanciulle romane di nobile famiglia, educate dai genitori alla fede cristiana. Chieste in moglie da due giovani patrizi, Eugenio e Aurelio Tito, rifiutarono il matrimonio con loro perché pagani e, donati i loro averi ai poveri, fecero voto di mantenere intatta la loro verginità. Furono entrambe martirizzate, Vittoria morì a Trebula Mutuesca, mentre Anatolia fu assassinata a Tora nei pressi dell'attuale Sant'Anatolia (che dalla martire prese il nome) insieme ad Audace.

## Culto
Sebbene il valore storico della Passio sia scarso, le tracce del culto delle due giovani sono molto antiche, tanto che le troviamo raffigurate già nel mosaico delle Sante vergini nella navata di Sant'Apollinare Nuovo, la basilica bizantina di Ravenna risalente al VI secolo.
Le reliquie di Anatolia, assieme a quelle di Audace, si trovano a Subiaco nella basilica di Santa Scolastica, mentre il cranio insieme a quello di Santa Vittoria si trova al Sacro Speco di San Benedetto sempre a Subiaco; parte di un braccio è conservato a Esanatoglia.
Le due sante - specie Vittoria - sono molto venerate anche in Sardegna: a Sassari e nel circondario sono oggetto di grande venerazione; un'antica tradizione turritana aggiunge alle due sante, considerate sorelle, anche Santa Anastasia.